# Longville (Minnesota)
Pour les articles homonymes, voir Longville.
Longville est une ville américaine située dans le comté de Cass, dans le Minnesota. Selon le recensement de 2010, sa population est de 153 habitants.